# Je te confie ma femme
Pour plus de détails, voir Fiche technique et Distribution.
Je te confie ma femme est un film français réalisé par René Guissart, sorti en 1933.

## Synopsis
Léon Thorel confie la garde de sa maîtresse Clo à son ami Berger pendant qu'il part à la chasse. Mais à son retour, il constate amèrement  que Clo est devenue la maîtresse de Berger.
Pour le consoler de son infortune, Berger promets à son ami de mettre à sa disposition la première femme qui entrera dans sa vie. Or, il va s'avérer que cette femme n'est autre que l'épouse de Berger...

## Fiche technique
- Titre : Je te confie ma femme
- Réalisation : René Guissart
- Scénario : Henri Géroule, Yves Mirande d'après leur pièce de théâtre
- Photographie : Ted Pahle
- Musique : Marcel Lattès et Marcel Delannoy
- Producteur : Yves Mirande
- Société de production : Les Productions Guissart-Mirande
- Société de distribution : Comptoir français cinématographique
- Pays de production :  France
- Format : Noir et blanc — 35 mm — 1,37:1 — Son : Mono
- Genre : Comédie
- Durée : 75 minutes
- Date de sortie :
  - France : 14 avril 1933

Sources : Bifi et IMDb
- Affiche : Bernard Lancy (France)

## Distribution
- Jean Aquistapace : Léon Thorel
- Edith Méra : Clo, la maîtresse de Thorel
- Robert Arnoux : Berger, l'ami de Thorel
- Simone Vaudry : Mme Berger
- Julien Carette : Nicou, le secrétaire de Berger
- Arletty : Totoche
- Jeanne Cheirel : la colonelle
- Marfa Dhervilly : la vendeuse de linge devenue maquerelle
- Jeanne Fusier-Gir : la domestique
- Paulette Darty : Mme Jardin, la mère de Clo
- Jacqueline Brizard : la manucure